# Armata
Armata (dal verbo "armare" e dal sostantivo "arma") è un termine con cui in alcuni determinati contesti storici e in taluni paesi ci si riferisce ad un complesso di forze militari: forze terrestri (semplicemente armata), unione di più corpi d'armata, forze navali (generalmente riferendovisi come armata navale), unione di più squadre navali, o forze aeree (generalmente con l'espressione armata aerea), unione di più squadre aeree. Le armate sono raggruppabili in gruppi d'armate.
Il termine armata può anche voler indicare la totalità delle forze armate (di terra, di mare e di cielo).
Talvolta il termine si trova esteso anche a forze paramilitari o irregolari o comunque militarmente organizzate.

## Armata come complesso di forze militari
Un esercito nazionale è di norma composto da varie specialità in grado di condurre operazioni di guerra terrestre più o meno articolate. Molte forze armate fanno una sensibile distinzione fra l'esercito, la marina militare e l'aeronautica militare, spesso garantendo autonomia a tali armi. Tuttavia non manca chi, come la Cina Popolare, mantiene tutte le armi sotto un'unica organizzazione e direzione.
Di seguito si riportano alcuni esempi in cui la denominazione fa riferimento alle forze terrestri:
- United States Army (esercito degli Stati Uniti);
- Armée de terre (esercito francese);
- Armata Rossa (esercito dell'Unione Sovietica).

Nel caso delle forze navali abbiamo ad esempio:
- Armada Española (marina spagnola).

Quanto all'aviazione, si possono considerare i casi di:
- Armée de l'air (aviazione francese).

Alcuni esempi storici sono:
- Grande Armée (esercito napoleonico);
- Invincibile Armada (marina di Filippo II di Spagna);
- Armada (marina della Repubblica di Venezia).

## Armata come unità militare
Un'armata, come detto, può essere un'ampia organizzazione militare, comprendente uno o più corpi. Una particolare armata ha un suo nome o un suo numero al fine di distinguerla da altre forze di terra in generale - ad esempio la 3ª Armata italiana sul fronte nord-orientale (Isonzo, basso Piave, 1915-18) o l'Armata della Virginia Settentrionale nella guerra di secessione americana.
Un esercito campale è composto da quartieri generali, truppe militari e da un numero variabile di corpi e divisioni. Una battaglia è influenzata dal livello di efficienza di un esercito campale in grado di dislocare divisioni sul teatro d'operazione e di rafforzare i corpi inviando all'occorrenza unità per accrescere la pressione operata sul nemico in determinati momenti critici. Un'armata è dunque in tal senso un'unità militare autosufficiente, in grado di sviluppare tutte queste diverse esigenze.